# Kansas (grup)
Kansas és una formació estatunidenca de rock progressiu, AOR i rock dur que va aconseguir popularitat especialment en la dècada del 1970, amb èxits com "Carry On Wayward Son" i "Dust in the Wind". Gràcies a això, Kansas, que solia realitzar gires per Europa i els Estats Units, s'ha convertit en un fix de les radioemissores de rock clàssic.
La formació va ser fundada el 1970 pel trio original format pel baixista Dave Hope, el bateria Phil Ehart i el guitarrista Kerry Livgren, tots tres residents a Topeka, i als qui es van unir el vocalista Lynn Meredith, els teclistes Don Montre i Dan Wright, i el saxofonista Larry Baker. Després d'una sèrie de canvis en la seva formació, el grup s'assenta amb Hope, Ehart, el violinista Robby Steinhardt, el teclista i vocalista Steve Walsh i el guitarrista Rich Williams. Aquesta alineació va gravar els majors èxits de la discografia de Kansas, que van constituir a més dels majors èxits de públic que van incloure les esmentades cançons "Carry On Wayward Son" o "Dust in the Wind". Tres nois de Kansas van decidir rebatejar el grup amb el nom del seu estat i abandonar el seu antic apel·latiu de White Clover.
El seu primer LP homònim publicat el 1974 rebia la influència de grups de rock progressiu britànic com Genesis, executats des del sentiment del rock clàssic nord-americà. Aquest traç progressiu va continuar en el seu segon disc gran titulat "Song for America" (1975), que encara que no va obtenir massa vendes, sí que va aconseguir popularitzar el seu nom i omplir els seus concerts.
Més reeixits van ser "Masque" (1975) i sobretot, "Leftoverture" (1976), disc que contenia el seu senzill "Carry On Wayward Són", i "Point of Know Return" (1977), àlbum amb sons AOR en el qual incloïen el magnífic senzill "Dust in the Wind", cançó mítica per a la formació que va arribar al número 1 a tot el món, convertint Kansas en un dels grups rock de més èxit de la seva època reflectit en les seves multitudinàries actuacions en directe. Després d'arribar al cim de la seva popularitat i l'adopció d'un so més comercial (ja lluny dels seus principis progressius), Kansas va publicar el directe "Two for the Show" (1978), i els irregulars discos en estudi "Monolith" (1979) i "Àudio-Visions" (1981), abans que Steve Walsh decidís iniciar una carrera en solitari que no li va reportar massa triomfs.
El seu substitut en la formació va ser John Elefante, qui va debutar amb "Vinyl Confessions" (1982), àlbum que com el següent, titulat "Drastic Measures" (1983), no va aconseguir les vendes dels seus treballs anteriors i que prosseguia amb la via poc comercial de "Monolith" i "Audio-Visions".
Poc després de la publicació de "Drastic Measures", el grup de Topeka se separaria, reprenent Kerry Livgren la seva carrera en solitari iniciada el 1980 amb "Seeds of Change" i marcada per una elevada religiositat i un so més acerat. Al costat del baixista David Hope formaria AD, un grup hard que practicava rock amb temàtica cristiana.
Amb posterioritat diversos components recuperarien el nom Kansas gravant discos de mitjana qualitat, entre ells "Somewhere to Elsewhere" (2000), un disc realitzat pel sextet original després de vint anys sense treballar junts.
Bandes com Dream Theater, Stardust Reverie, Magellan i músics com Lana Lane s'han declarat fans de la formació i han col·laborat amb els seus membres o han versionat els seus temes.

## Àlbums d'estudi
- 1974 Kansas
- 1975 Song for America
- 1975 Masque
- 1976 Leftoverture
- 1977 Point of Know Return
- 1979 Monolith
- 1980 Audio-Visions
- 1982 Vinyl Confessions
- 1983 Drastic Measures
- 1986 Power
- 1988 In the Spirit of Things
- 1995 Freaks of Nature
- 1998 Always Never the Same
- 2000 Somewhere to Elsewhere
- 2016 The Prelude Implicit
- 2020 The Absence of Presence